# Курно
Курно (итал. Curno) је насеље у Италији у округу Бергамо, региону Ломбардија.
Према процени из 2011. у насељу је живело 7575 становника. Насеље се налази на надморској висини од 243 м.

## Становништво
| 1936. | 1951. | 1961. | 1971. | 1981. | 1991. | 2001. | 2011. |
| ----- | ----- | ----- | ----- | ----- | ----- | ----- | ----- |
| 2.330 | 2.875 | 4.209 | 5.753 | 6.466 | 6.757 | 7.193 | 7.635 |